# Ритуальное лишение девственности
Ритуальное лишение девственности — древний обычай ряда языческих народов.

## Кавказ
У адыгов (черкесов) лишение девственности совершалось в качестве жертвоприношения, после подкурганного захоронения усопшего.
Наиболее подробно обычай описан у Джорджо Интериано в книге, изданной в 1502 году, под названием «Быт и страна зихов, именуемых черкесами», в частности он писал:

Существует также обычай на похоронах великих лиц устраивать некое варварское жертвоприношение, которое представляет собой весьма замечательное зрелище.
Берут девушку лет двенадцати или четырнадцати и сажают на шкуру только что заколотого вола, расстеленную на земле, и в присутствии всех стоящих вокруг мужчин и женщин, самый сильный или отважный юноша под своей буркой пытается лишить девственности эту девушку; и весьма редко, чтобы она, сопротивляясь, не вырывалась от него три или четыре раза, и даже ещё более, прежде чем быть побеждённой. Когда же она, утомлённая и обессиленная бесчисленными уговорами и обещаниями, что будет считаться женою, и другими в том же роде, наконец, сдается, храбрец ломает дверь и входит в дом. И потом, как победитель, показывает тут же окружающим её одежды с пятнами крови, а присутствующие женщины, словно от стыда, отворачивают лицо, притворяясь, что не хотят смотреть, не будучи, однако, в состоянии удержаться от смеха.

Использование в ритуале шкуры вола, возможно, связано с культом быка, существовавшим у большинства древних народов.
Сакральный смысл жертвоприношения, возможно, был связан с культом богини-матери.
По мнению отдельных исследователей (Текуева М. А.) — ритуальный секс на вершине кургана пропитан магическим и наглядным смыслом победы жизни над смертью.
Относительно причины смеха в ходе вышеуказанного ритуала, интересно пояснение, которое даёт Жорж Батай, где он говорит:

Двойственность человеческой жизни — это двойственность безумного смеха и рыданий.
Смерть соединяется со слезами, сексуальное желание порой может быть соединено со смехом.